# Antv
ANTV è una rete televisiva indonesiana, proprietà di Visi Media Asia.